# فرانسازينيا

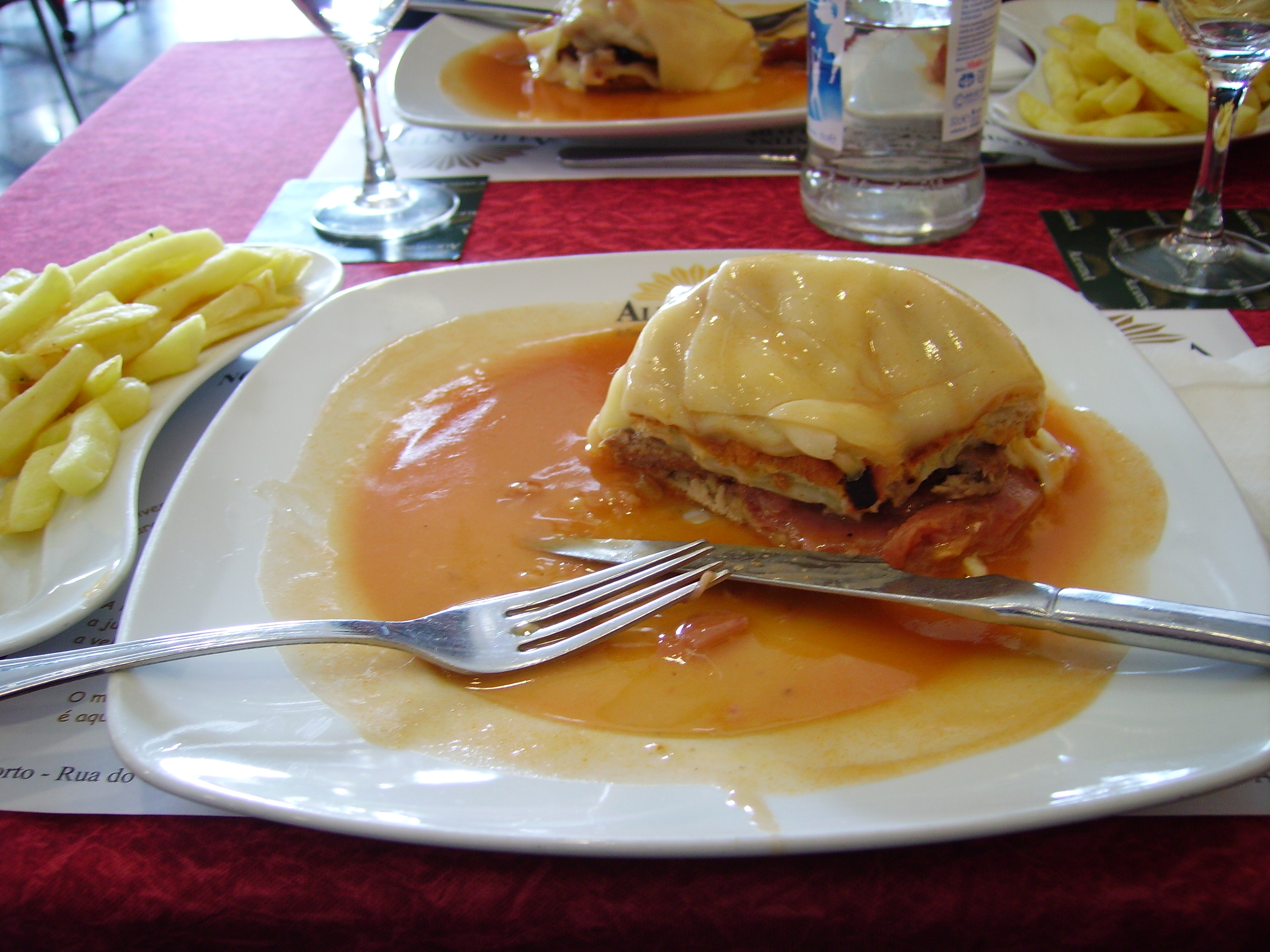
فرانسازينيا مع البطاطا المقلية

فرانسازينيا (بالبرتغالية: francesinha، ومعناها فرنسية صغيرة) هي شطيرة برتغالية تأصلت في مدينة بورتو البرتغالية. تحضر من شريحتي الخبز ولحم الهام المقدد في المرق وسجق لينگويسا وسجق طازج مثل بشيپولاتا وشرائح لمح البقر أو لحم محمص وتغطي بجبنة مذوبة وصلصة حارة وثكيفة من الطماطم والجعة وتقدم مع البطاطا المقلية.